# Ficze
Ficze – miasto w Etiopii, w regionie Oromia. Według danych szacunkowych na rok 2015 liczy 40 500 mieszkańców.